# Leon Jogiches

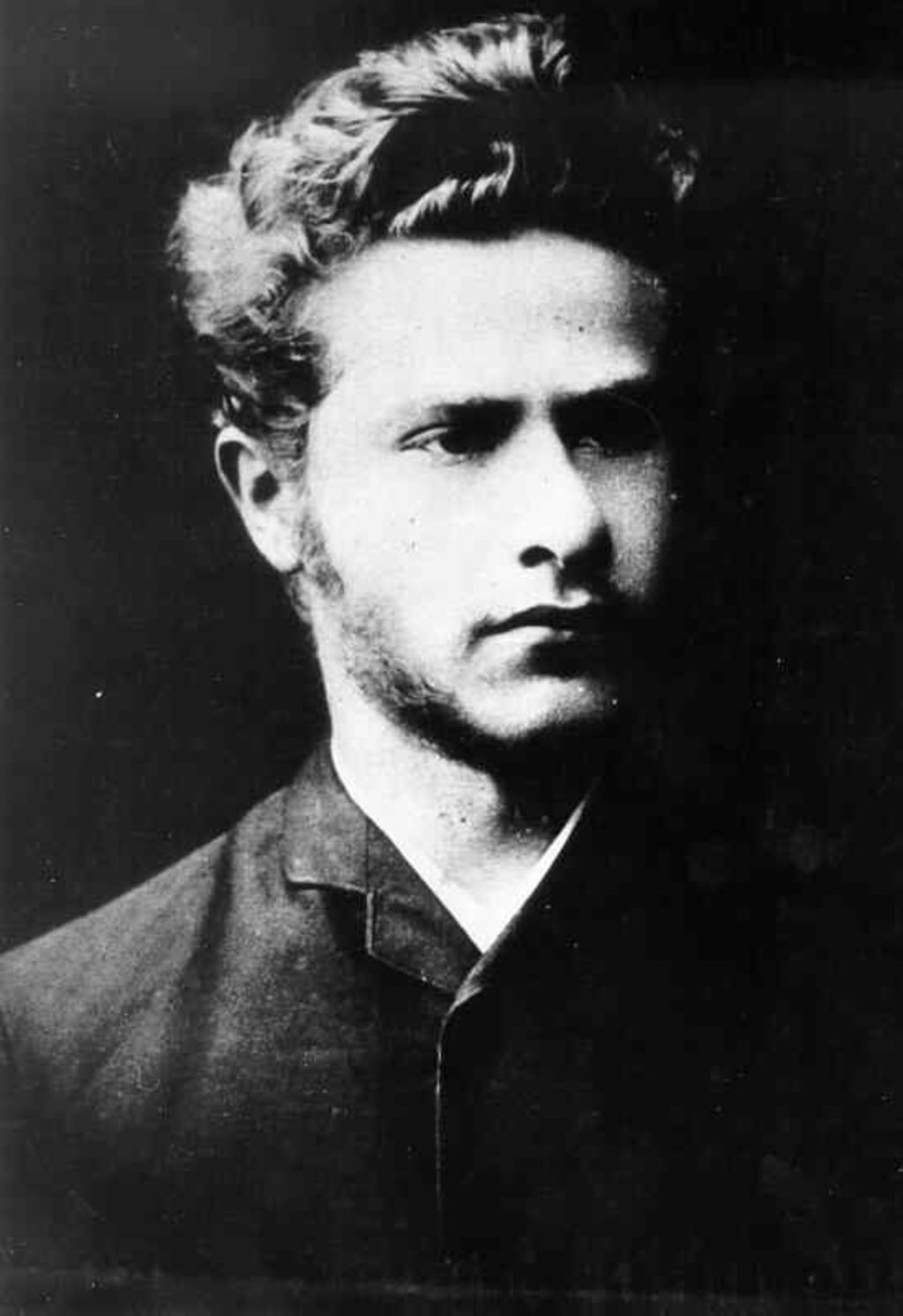
Leon Jogiches w młodości

Leon Jogiches ps. „Jan Tyszka”, Grozowski (ur. 17 lipca 1867 w Wilnie, zm. 10 marca 1919 w Berlinie) – działacz polskiej i międzynarodowej socjaldemokracji, współtwórca i ideolog Socjaldemokracji Królestwa Polskiego i Litwy, sekretarz generalny Komunistycznej Partii Niemiec (KPD) (1919).

## Życiorys
Urodzony w rodzinie zamożnego kupca żydowskiego. Od 1885 roku w ruchu rewolucyjnym. Od 1890 w Szwajcarii i Niemczech, gdzie poznał Różę Luksemburg. Współzałożyciel Socjaldemokracji Królestwa Polskiego w 1893, przekształconego następnie w 1900 w Socjaldemokrację Królestwa Polskiego i Litwy. W 1906 więziony był w X Pawilonie Cytadeli Warszawskiej. W latach 1906–1918 członek Zarządu Głównego SDKPiL, a także jeden z jej głównych ideologów. Był także redaktorem „Czerwonego Sztandaru” i „Przeglądu Socjaldemokratycznego”. Brał udział w rewolucji 1905 roku na ziemiach polskich. Do 1912 współpracował z SDPRR, będąc w latach 1908–1910 członkiem Biura Zagranicznego KC. W Niemczech był członkiem SPD, a następnie USPD. W okresie I wojny światowej był współzałożycielem Związku Spartakusa w 1914 i KPD w 1918. Od 1916 do 1918 w więzieniu za współorganizację demonstracji 1 maja 1916. Po zamordowaniu w styczniu 1919 Róży Luksemburg i Karla Liebknechta przez członków Freikorpsów, został sekretarzem generalnym KC Komunistycznej Partii Niemiec (KPD).
W marcu 1919 aresztowany w Berlinie i zamordowany w więzieniu w Moabicie.

## Życie prywatne
Będąc w Szwajcarii poznał w 1891 roku Różę Luksemburg. Ich nieformalny związek trwał do 1906 roku. Większość czasu mieszkali w różnych krajach – a nawet gdy byli w tym samym mieście, nigdy nie mieszkali razem w jednym mieszkaniu. niektóre źródła mówią, że był jej mężem.